# Ischnotoma (Ischnotoma) porteri
Ischnotoma (Ischnotoma) porteri is een tweevleugelige uit de familie langpootmuggen (Tipulidae). De soort komt voor in het Neotropisch gebied.